# Juli 2016
Portal Geschichte | Portal Biografien | Aktuelle Ereignisse | Jahreskalender | Tagesartikel

◄ |
20. Jahrhundert |
21. Jahrhundert

◄ |
1980er |
1990er |
2000er |
2010er
| 2020er | 2030er | 2040er

◄ |
2012 |
2013 |
2014 |
2015 |
2016
| 2017 | 2018 | 2019 | 2020 | ►

◄ |
April 2016 |
Mai 2016 |
Juni 2016 |
Juli 2016 |
August 2016 |
September 2016 |
Oktober 2016 |
►
Dieser Artikel behandelt tagesbezogene Nachrichten und Ereignisse im Juli 2016.
Dieser war im weltweiten Durchschnitt der bis dahin wärmste Juli seit Beginn der Wetteraufzeichnungen im Jahr 1880.

## Tagesgeschehen

### Freitag, 1. Juli 2016

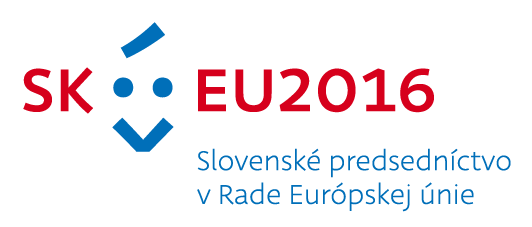
Logo der slowakischen EU-Ratspräsidentschaft

- Baodi/China: Bei einem Busunglück eines Fernbusses auf dem Tianjin-Jixian Expressway in der Provinz Hebei sterben mindestens 26 Menschen.[2]
- Bratislava/Slowakei: Beginn der slowakischen EU-Ratspräsidentschaft.[3]
- Paris/Frankreich: Lettland wird 35. Mitgliedstaat der Organisation für wirtschaftliche Zusammenarbeit und Entwicklung.[4]
- Dhaka/Bangladesch: Bei einem Angriff auf die Holey-Artisan-Bäckerei und anschließender Geiselnahme sterben 22 Personen, darunter neun Italiener und sieben Japaner. Mindestens 20 weitere Menschen werden verletzt. Die Terrororganisation Islamischer Staat (IS) bekennt sich zum Anschlag.[5] 50 weitere Personen werden bei dem Zwischenfall im Diplomatenviertel Gulshan verletzt.[6] Stunden zuvor wurde der Hindu-Priester Shyamanada Das im Distrikt Jhenaidah von Terroristen ermordet.[7]
- Otniel/Palästina: Bei einem Anschlag in Hebron werden eine Person getötet und zwei weitere Personen verletzt.[8]
- Limburg/Deutschland: Der Generalvikar von Trier, Georg Bätzing, wird zum neuen Bischof von Limburg ernannt.[9]
- Mandera/Kenia: Bei einem Angriff der somalischen Terrormiliz al-Shabaab auf zwei Busse zwischen Wargadud und Elwak werden sechs Insassen getötet.[10]
- Minsk/Belarus: Durch eine Geldreform, die ursprünglich bereits für 2008 geplant war, wird der neue Belarussische Rubel (BYN) als Währung eingeführt. Bis spätestens Ende 2021 soll der alte Rubel (BYR) abgelöst werden.[11]
- Washington, D.C./Vereinigte Staaten: Das US-Verteidigungsministerium gibt bekannt, dass die Internationale Allianz gegen den Islamischen Staat bereits am 25. Juni 2016 nahe der irakischen Stadt Mossul den stellvertretenden Kriegsminister der Terrororganisation Islamischer Staat (IS), Basim Muhammad Ahmad Sultan al-Badschari, und den IS-Kommandeur und Chef der Militärpolizei, Hatim Talib al-Hamduni, durch Präzisionsangriffe töteten.[12][13]
- Washington, D.C./Vereinigte Staaten: Der Director of National Intelligence (DNI), James R. Clapper, gibt in einem Bericht die Anzahl der Opfer von Drohnenangriffen im Antiterrorkampf außerhalb der bisherigen Militäreinsätze in Afghanistan, Irak und Syrien bekannt. Danach sind vom 20. Januar 2009 bis 31. Dezember 2015 bei 473 Einsätzen insgesamt 2372 bis 2581 feindliche Kämpfer und 64 bis 116 Zivilisten getötet worden.[14][15]
- Wien/Österreich: Die Stichwahl vom 22. Mai 2016 der Bundespräsidentenwahl in Österreich 2016 wurde vom Verfassungsgerichtshof für ungültig erklärt.[16]

### Samstag, 2. Juli 2016
- Canberra/Australien: Parlamentswahl in Australien
- Tallahassee/Vereinigte Staaten: Der Gouverneur von Florida, Rick Scott, hat für die östlichen Counties Martin, Palm Beach und St. Lucie an der für den Tourismus bedeutenden Treasure Coast wegen einer Algenpest den Notstand ausgerufen. Nach Medienberichten sollen Einleitungen von landwirtschaftlichen Abfallprodukten in den 60 km entfernten Okeechobeesee der Auslöser sein.[17]
- Zrenjanin/Serbien: Ein 38-jähriger Mann stürmt mit einer Automatikwaffe kurz nach Mitternacht in ein Café in dem Dorf Zitiste und schießt um sich. Dabei sterben fünf Menschen, darunter seine Ehefrau, und 20 weitere Menschen werden verletzt.[18]

### Sonntag, 3. Juli 2016
- Bagdad/Irak: Bei einem Autobombenanschlag der Terrororganisation Islamischer Staat (IS) in einem Einkaufsviertel im Stadtbezirk Karrada werden mindestens 292 Menschen getötet und 300 weitere verletzt. Ein weiterer Sprengsatz tötet im Viertel Al-Shaab im Stadtbezirk al-Aʿzamiyya zwei Menschen.[19][20]
- Kappelen/Schweiz: Bei einer Explosion in einem Hangar auf dem Flugplatz Biel-Kappelen werden sieben Kleinflugzeuge, darunter auch Oldtimer, zerstört. Der Sachschaden wird auf drei Millionen Schweizer Franken geschätzt.[21]
- Monguno/Nigeria: Bei einem Anschlag der Boko Haram auf der Marte Road im Borno sterben zwei Personen und fünf weitere werden verletzt.[22]

### Montag, 4. Juli 2016
- Barcelona/Spanien: Das Ministerium für den öffentlichen Dienst und Verkehr (Ministerio de Fomento) leitet Ermittlungen wegen Mängeln gegen die spanische Fluggesellschaft Vueling Airlines ein, nachdem mehrere Reisende sich über gestrichene Flüge beschwerten.[23]
- Berlin/Deutschland: Beginn des 7. Petersberger Klimadialogs.[24]
- Epworth/Simbabwe: Bei Rassenunruhen in dem Vorort der Hauptstadt Harare kommt es zu mehreren Verletzten und Festnahmen.[25]
- Medina/Saudi-Arabien: Während einer Messe zum Abschluss des Ramadans sterben bei einem Selbstmordanschlag auf die Prophetenmoschee mindestens sieben Menschen.[26] Stunden zuvor wurden in Jeddah vor dem US-amerikanischen Konsulat zwei Sicherheitsbeamte bei einem Selbstmordanschlag verletzt.[27]
- Paris/Frankreich: Auf der 6. Westbalkan-Konferenz beraten die Staats- und Regierungschefs von zwölf EU-Mitgliedsstaaten und den Balkanländern über die Flüchtlingskrise, den Kampf gegen den Terrorismus und die wirtschaftliche Entwicklung.[28]
- Weltall: Nach fünfjährigem Flug erreicht die NASA-Sonde Juno den Jupiter.[29]

### Dienstag, 5. Juli 2016
- Al-Hasaka/Syrien: Bei einem Selbstmordanschlag vor einer Bäckerei im kurdischen Viertel Salihiya sterben mindestens 16 Menschen und 40 weitere werden verletzt.[30]
- Berlin/Deutschland: Die 33-köpfige Endlagerkommission gemäß § 3 Standortauswahlgesetz stellt ihren Abschlussbericht vor.[31]
- Mittelmeer: Die italienische Küstenwache, Hilfsorganisationen und Marineschiffe aus EU-Mitgliedsländern retten in 30 Einsätzen an einem Tag rund 4.500 Bootsflüchtlinge aus dem Meer zwischen Nordafrika und Italien.[32]
- Salmaniya/Ägypten: Bei einer Schießerei auf der Kairo-Alexandria Road sterben zwei Personen, darunter die Ordensfrau Anastasia Alfarabi der koptischen Kirchen, vier weitere werden verletzt.[33]
- Solo/Indonesien: Bei der Detonation einer Bombe auf einem Motorrad vor dem Surakarta City Police Department in Zentraljava, werden zwei Personen getötet und eine weitere verletzt.[34]
- Stuttgart/Deutschland: Die Landtagsfraktion der AfD Baden-Württemberg, seit März 2016 bislang stärkste Oppositionsfraktion im Landtag von Baden-Württemberg, spaltet sich. Der Fraktionsvorsitzende Jörg Meuthen gibt bekannt, aufgrund eines Antisemitismus-Streits um den Abgeordneten Wolfgang Gedeon zusammen mit zwölf Landtagsabgeordneten die AfD-Fraktion zu verlassen.[35]
- Tohumluk/Türkei: Beim Absturz eines Militärhubschraubers des Typs Sikorsky S-70 in der Provinz Giresun sterben sieben Menschen und acht weitere werden verletzt.[36]

### Mittwoch, 6. Juli 2016
- Aden/Jemen: Bei zwei Autobombenanschlägen auf den Armeestützpunkt Al-Sawlaban nahe dem Flughafen Aden und anschließenden Kämpfen mit Unterstützung der Streitkräfte Saudi-Arabiens werden mindestens 16 Menschen getötet. Die islamistische al-Qaida auf der arabischen Halbinsel (AQAP) bekannte sich zu dem Angriff.[37]
- London/Vereinigtes Königreich: Nach sieben Jahren liegt der Untersuchungsbericht (Report of the Iraq Inquiry) zur Rolle des früheren britischen Premierministers Tony Blair (LP) im Irakkrieg ab 2003 und die anschließende Besetzung des Iraks 2003–2011 vor. Nach Angaben des Vorsitzenden der Untersuchungskommission, John Chilcot, hat Großbritannien damals nicht alle Möglichkeiten einer friedlichen Lösung ausgeschöpft.[38][39]
- Straßburg/Frankreich: Das Europäische Parlament bestätigt mit 483 Stimmen, bei 181 Gegenstimmen und 48 Enthaltungen, die Pläne zur Einrichtung eines EU-Grenzkontrollsystems, in dem die Grenzagentur Frontex und die nationalen Grenzschutzbehörden zusammengeführt werden. Danach kann die Europäische Agentur für die Grenz- und Küstenwache bei Migrationsdruck oder grenzübergreifender Kriminalität die Sicherung der EU-Außengrenzen mit Grenzschutzteams unterstützen. Sie kann dabei selbst Ausrüstung erwerben sowie auf eine von den Mitgliedstaaten bereitgestellte Reserve von technischer Ausrüstung zurückgreifen.[40]

### Donnerstag, 7. Juli 2016

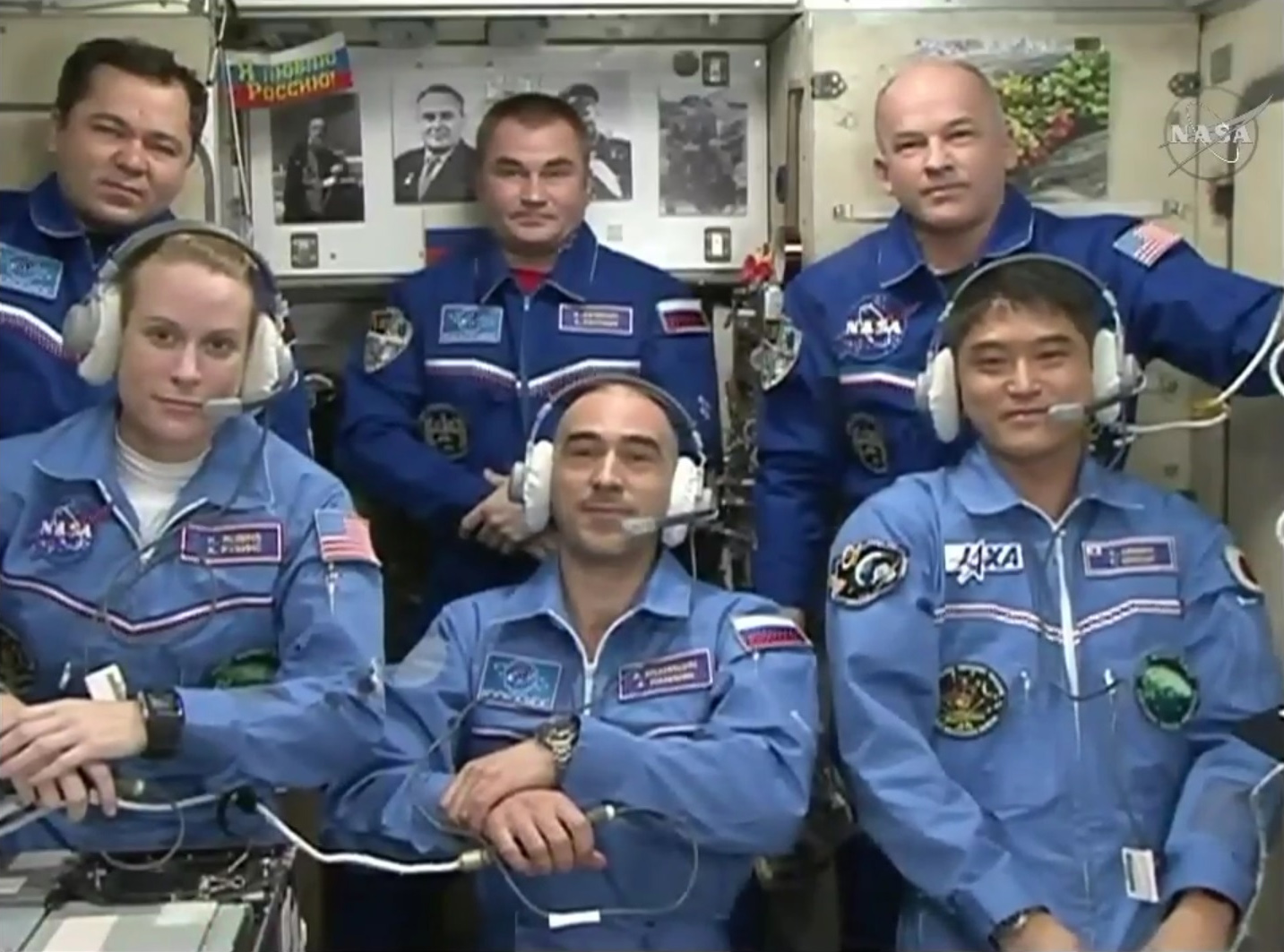
Die derzeitige Besatzung der ISS (ISS-Expedition 48)

- Baikonur/Kasachstan: Die US-amerikanische Astronautin Kathleen Rubins, der Japaner Takuya Ōnishi und der russische Kosmonaut Anatoli Iwanischin starten in einem Sojus zur ISS-Expedition 48.[41]
- Balad/Irak: Bei einem Anschlag von drei Selbstmordattentätern auf den schiitischen Sayyid Mohammed Schrein sterben mindestens 40 Menschen und 74 weitere werden verletzt.[42]
- Bengasi/Libyen: Bei einem Autobombenanschlag werden elf Soldaten vor einem Bataillonsstützpunkt im westlichen Bezirk der Stadt getötet.[43]
- Dallas/Vereinigte Staaten: Bei einer Demonstration von Black Lives Matter schießt der Attentäter und Afghanistan-Veteran Micah Xavier Johnson gezielt auf Polizisten. Dabei werden fünf Polizisten getötet und sieben weitere Polizisten und zwei weitere Personen verletzt. Der Attentäter wurde erstmals im Polizeieinsatz von einem Kampfroboter mit C4-Sprengstoff getötet.[44]
- Kumasi/Ghana: Bei einer Massenpanik während des Eid Mubarak (Zuckerfestes) vor dem Asawase Community Center sterben mindestens neun Personen und zwei weitere werden verletzt.[45]
- Paris/Frankreich: Beginn der zweiten internationalen Konferenz der Weltgesundheitsorganisation zum Thema Klimawandel und Gesundheit.[46]
- Sholakia/Bangladesch: Bei einem Anschlag auf eine Moschee in der Provinz Kishoreganj während des Zuckerfestes Eid Mubarak sterben mindestens vier Personen, darunter zwei Polizisten. Ein getöteter Angreifer wird als der 22-jährige Student Abir Rahman identifiziert.[47][48]

### Freitag, 8. Juli 2016
- Banjul/Gambia: Gambia und Tansania beschließen ein Verbot der Heirat von Kindern. Männer, die Mädchen unter 18 Jahren heiraten, müssen fortan mit einer Haftstrafe von bis zu 20 Jahren rechnen.[49]
- Juba/Südsudan: Bei Gefechten zwischen rivalisierenden Fraktionen der Streitkräften des Südsudans sterben fünf Soldaten.[50]
- Palmyra/Syrien: Die Terrororganisation Islamischer Staat schießt einen russischen Kampfhubschrauber vom Typ Mil MI-25 ab. Dabei sterben die beiden Ausbildungspiloten.[51]
- Taitung/Taiwan: Der Taifun Nepartak kostet im Landkreis Taitung mindestens 2 Personen das Leben und 66 weitere werden verletzt.[52]
- Warschau/Polen: Beginn des zweitägigen NATO-Gipfeltreffens im Nationalstadion in Warschau. Die Staats- und Regierungschefs einigen sich auf den weiteren Einsatz der Resolute Support Mission in Afghanistan, auch mit US-Kampftruppen, und die Verstärkung der NATO-Ostflanke mit rund 4.000 zusätzlichen Soldaten, die rotierend in Estland, Lettland, Litauen und Polen stationiert werden.[53][54]

### Samstag, 9. Juli 2016
- Juba/Südsudan: Zum fünften Jahrestag der Unabhängigkeit des Landes kommt es nach Auseinandersetzungen zwischen den Leibgarden des Präsidenten Salva Kiir (Ethnie der Dinka) und des Vizepräsidenten und früheren Rebellenführer Riek Machar (Ethnie der Nuer) zu Kämpfen, die über die Hauptstadt hinaus zu Gefechten mit Artillerie- und Panzereinsätzen führen. Dabei werden über 270 Menschen getötet.[55][56]
- London/Vereinigtes Königreich: Serena Williams aus den USA gewinnt das Damen-Einzel-Turnier der Wimbledon Championships im Tennis gegen die Deutsche Angelique Kerber.[57]
- Washington D.C./Vereinigte Staaten: Das Internationale Zentrum zur Beilegung von Investitionsstreitigkeiten (ICSID), eine Schiedsstelle bei der Weltbank, hat nach sechsjährigen Verhandlungen eine Klage des US-Tabakkonzerns Philip Morris International gegen den Staat Uruguay abgewiesen. In Uruguay besteht neben hohen Tabaksteuern, ein strenges Rauchverbot in Restaurants und vielen öffentlichen Plätzen. Zudem gibt es ein Werbeverbot sowie drastische Warnhinweise auf den Zigarettenpackungen.[58]
- Wien/Österreich: Nach dem Ablauf der 12-jährigen Amtszeit von Heinz Fischer als Bundespräsident Österreichs wird das Präsidium des Nationalrats bis zur Angelobung eines neuen Staatsoberhaupts unter der Nationalratspräsidentin Doris Bures (SPÖ) gemeinsam mit dem Zweiten Nationalratspräsidenten Karlheinz Kopf (ÖVP) und dem Dritten Nationalratspräsidenten Norbert Hofer (FPÖ) alle unaufschiebbaren Aufgaben erledigen. Die Wiederholung der Stichwahl für das Amt des Bundespräsidenten ist für den 2. Oktober 2016 vorgesehen.[59]
- Yaren/Nauru: Auf Nauru findet die Parlamentswahl statt.

### Sonntag, 10. Juli 2016
- Berlin/Deutschland: Bei einer Demonstration der linksautonomen Szene gegen die Räumung eines besetzten Hauses in der Rigaer Straße in Berlin-Friedrichshain kommt es zu schweren Krawallen. Dabei werden 123 Polizisten verletzt. 86 Randalierer werden wegen Körperverletzung, Gefangenenbefreiung und Verstößen gegen das Sprengstoffgesetz verhaftet.[60]
- London/Vereinigtes Königreich: Andy Murray aus Schottland gewinnt das Herren-Einzel-Turnier der Wimbledon Championships im Tennis gegen den 1990 in Jugoslawien geborenen Kanadier Milos Raonic.[61]
- Nangarhar/Pakistan: Bei einem Luftschlag der US Army in der Provinz Nangarhar sterben vier Menschen, darunter Umar Naray, ein führender Kopf der Tehrik-i-Taliban Pakistan.[62]
- Saint-Denis/Frankreich: Portugal gewinnt durch einen 1:0-Finalsieg n. V. gegen Gastgeber Frankreich zum ersten Mal die Fußball-Europameisterschaft. Der im Finale verletzte portugiesische Stürmer Cristiano Ronaldo erreichte im Verlauf des Turniers die Rekorde EM-Spieler mit den meisten Einsätzen sowie EM-Spieler mit den meisten Toren in der Geschichte der Endrunde.
- Tokio/Japan: Die Oberhauswahlen gewinnt die konservative Liberaldemokratische Partei von Ministerpräsident Shinzō Abe mit deutlicher Mehrheit. Zusammen mit dem Koalitionspartner Kōmeitō entfallen auf das Regierungslager 146 von 242 Sitzen.[63]

### Montag, 11. Juli 2016
- Juba/Südsudan: Nach dem erneuten Ausbruch mit schweren Gefechten zwischen Anhängern von Präsident Salva Kiir und des Vizepräsidenten und früheren Rebellenführers Riek Machar geraten Blauhelmsoldaten der UNMISS zwischen die Fronten. Zwei chinesische Blauhelmsoldaten werden dabei getötet.[64]
- Stuttgart/Deutschland: Eröffnung der U-19-Fußball-Europameisterschaft 2016, die im Bundesland Baden-Württemberg stattfindet.
- Washington D.C., Vereinigte Staaten: Das US-Verteidigungsministerium gibt im Rahmen der Operation Inherent Resolve die Entsendung von weiteren 560 Soldaten in den Irak bekannt. Damit sollen auf dem Luftwaffenstützpunkt Al-Qayyarah West, rund 60 Kilometer vor Mossul, die irakischen Streitkräfte im Kampf gegen die Terrororganisation Islamischen Staat (IS) unterstützt werden.[65][66]

### Dienstag, 12. Juli 2016

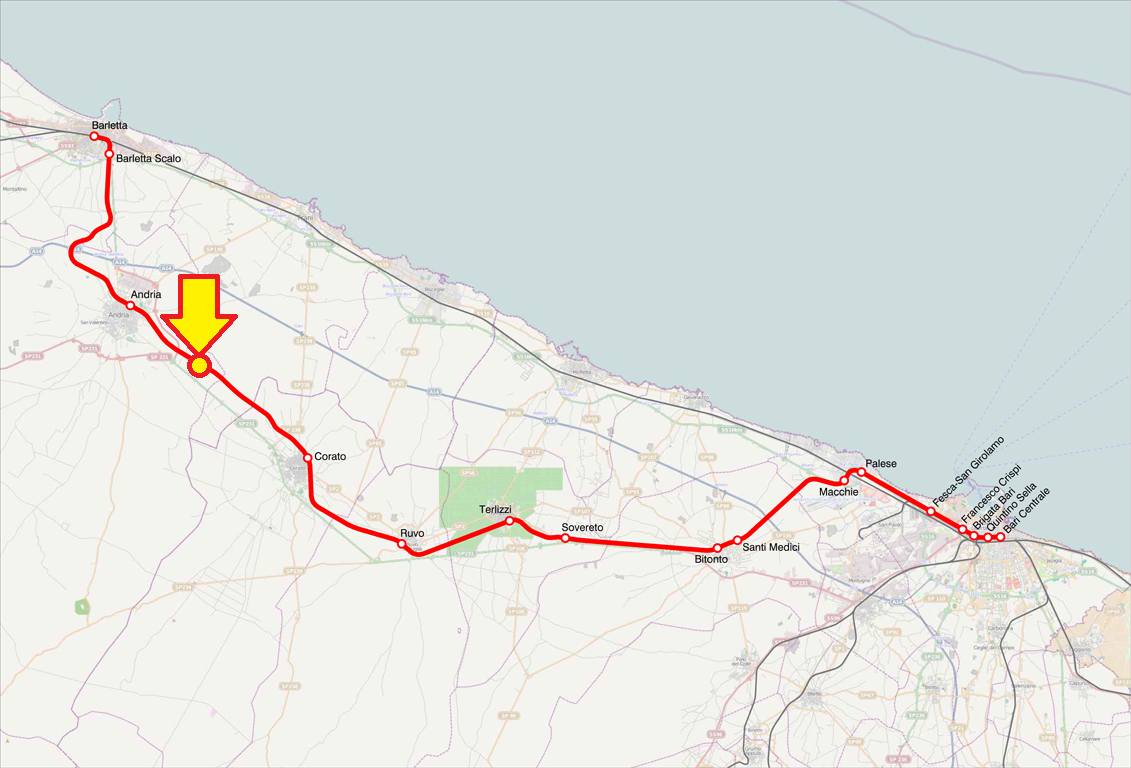
Karte vom Eisenbahnunglück auf der Bahnstrecke Bari–Barletta in Süditalien

- Andria/Italien: Beim Zusammenstoß zweier Züge der Ferrotramviaria auf der einspurigen Bahnstrecke Bari–Barletta zwischen Andria und Corato in der Region Apulien sterben mindestens 22 Menschen und über 35 werden verletzt.[67]
- Bagdad/Irak: Bei einem Autobombenanschlag auf einen Obst- und Gemüsemarkt in einem vor allem von Schiiten bewohnten Stadtteil nördlich von Bagdad werden mindestens 13 Menschen getötet und 20 weitere verletzt.[68]
- Brüssel/Belgien: Mit der Zustimmung der Europäischen Kommission tritt das neue Datenschutzabkommen zwischen der Europäischen Union und den Vereinigten Staaten (EU-US Privacy Shield) in Kraft.[69][70]
- Den Haag/Niederlande: Der Ständige Schiedshof (PCA) entscheidet im Fall Republik der Philippinen gegen die Volksrepublik China, dass China auf Inseln im Südchinesischen Meer keine „historischen Hoheitsansprüche“ erheben kann. Die Richter prüften den Antrag der Philippinen, ob durch die umstrittenen Inselformationen ein unter Berufung auf eine Karte aus den 1940er Jahren begründeter Anspruch Chinas auf Territorialgewässer ausgehen könnte. Die Richter entschieden, es handele sich bei den Formationen um Felsen, damit seien chinesische Gebietsansprüche hinfällig. China erkennt die Zuständigkeit des Gerichts in dieser Frage nicht an.[71][72]
- Düsseldorf/Deutschland: In einer Eilentscheidung hat der 1. Kartellsenat des Oberlandesgerichts Düsseldorf die am 17. März 2016 von Bundesminister für Wirtschaft und Energie, Sigmar Gabriel (SPD), erteilte Ministererlaubnis für die Übernahme von Kaiser’s Tengelmann durch das Handelsunternehmen Edeka zunächst außer Kraft gesetzt, da sein Verhalten im Erlaubnisverfahren die Besorgnis seiner Befangenheit und fehlenden Neutralität begründe.[73]
- Sharqat/Irak: Bei einem Luftschlag wird Omar al-Shishani („Omar, der Tschetschene“) in der Provinz Ninawa getötet.[74]

### Mittwoch, 13. Juli 2016

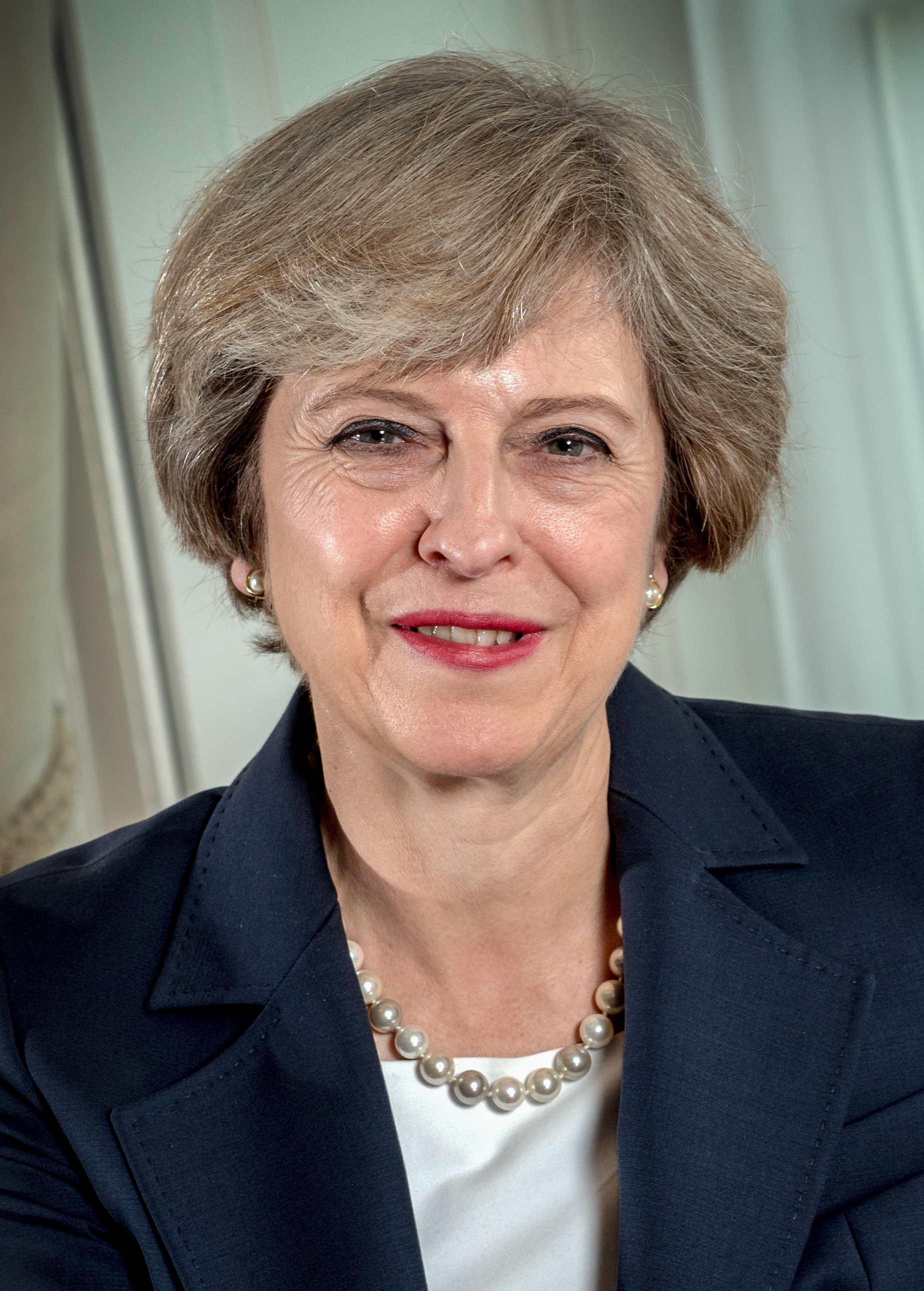
Theresa May ist neue britische Premierministerin

- Berlin/Deutschland: Das Bundeskabinett verabschiedet das neue Weißbuch 2016 der Bundesregierung zur Sicherheitspolitik und zur Zukunft der Bundeswehr.[75]
- Juba/Südsudan: Nach dem erneuten Ausbruch von schweren Gefechten evakuieren mehrere Staaten ihre Staatsbürger. Die Bundeswehr fliegt mit vier Transall-Transportflugzeugen rund 200 Menschen, darunter 100 Deutsche, und vier verletzte Blauhelmsoldaten der UNMISS außer Landes. Die Vereinigten Staaten entsenden zum Schutz der US-Botschaft 47 Soldaten nach Juba.[76]
- Kapenguria/Kenia: Bei einem Amoklauf in der Provinz West Pokot County sterben mindestens sieben Menschen.[77]
- London/Vereinigtes Königreich: Königin Elizabeth II. ernennt Theresa May von der Konservativen Partei zur neuen britischen Premierministerin und Nachfolgerin von David Cameron. Mehrere Ministerämter werden im neuen Kabinett vergeben. Darunter werden Boris Johnson zum Außenminister, Philip Hammond zum Finanzminister und David Davis zum Minister für den Austritt aus der Europäischen Union ernannt.[78]
- Parlock/Südafrika: Bei einem Brand in einem Waisenhaus in KwaZulu-Natal sterben mindestens acht Kinder zwischen 8 und 12 Jahren.[79]
- Zürich/Schweiz: Die alle zehn Jahre zur Erinnerung an eine mittelalterliche Wette wiederholte Hirsebreifahrt nach Strassburg startet.[80]

### Donnerstag, 14. Juli 2016

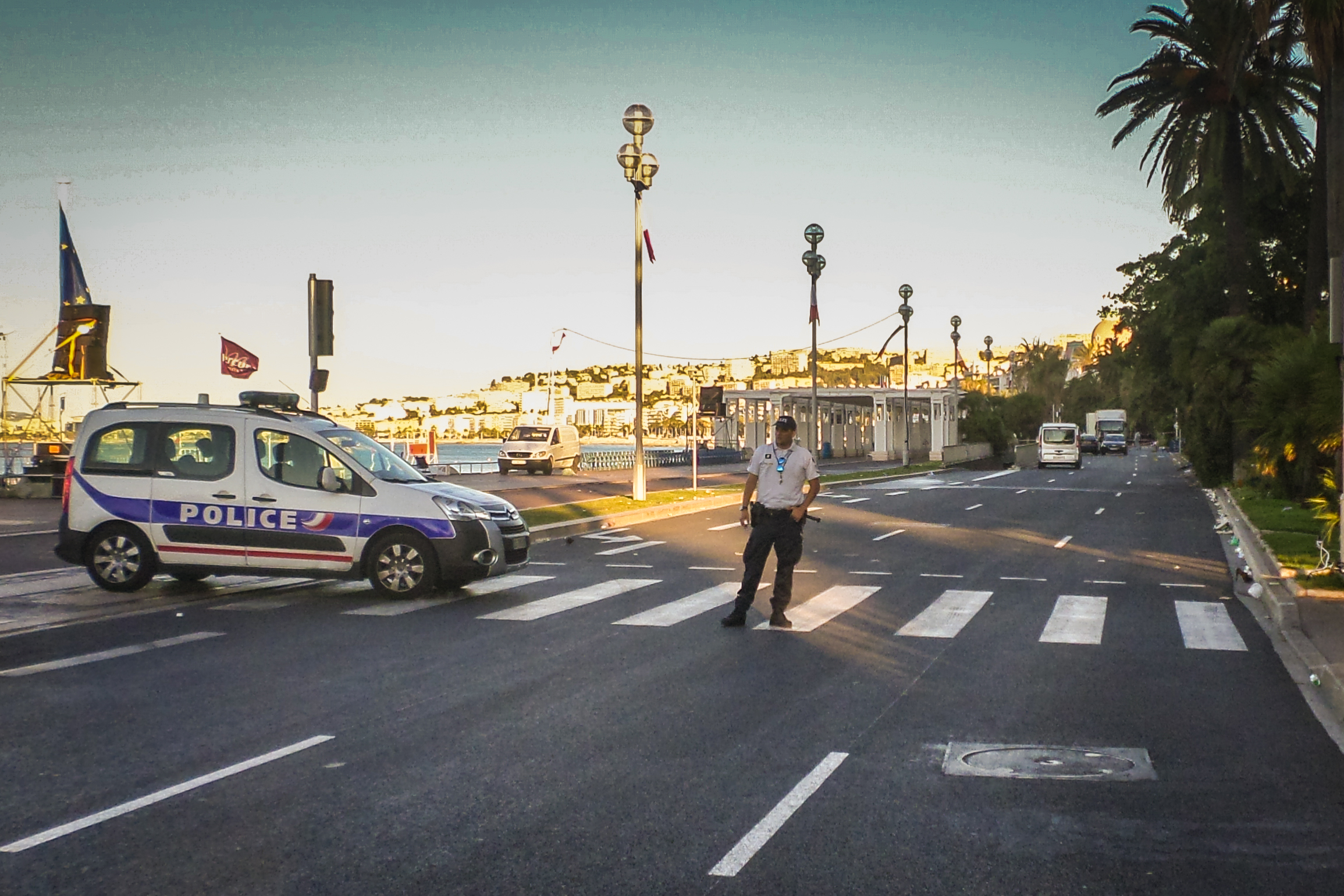
Szene in Nizza, nach dem Anschlag

- Nizza/Frankreich: Bei einem Anschlag mit einem Lastwagen rast ein Attentäter am französischen Nationalfeiertag auf der Promenade des Anglais in eine Menschenmenge. Dabei werden mindestens 84 Menschen getötet und 300 weitere verletzt.[81]

### Freitag, 15. Juli 2016
- Ankara/Türkei: Bei einem Putschversuch von Teilen des türkischen Militärs zur Ablösung der türkischen Regierung unter Premierminister Binali Yıldırım (AKP) werden 194 Menschen getötet, darunter 47 Zivilisten, und 1145 Menschen verletzt. Yıldırım und der kommissarisch eingesetzte Generalstabschef Ümit Dündar geben die Festnahme von 2839 Putschisten aus den Reihen der Streitkräfte bekannt. Fünf Generäle und 29 Obristen werden ihres Kommandos enthoben.[82][83]
- Caracas/Venezuela: Die durch das konservative Oppositionsbündnis Mesa de la Unidad Democrática (MUD) dominierte Nationalversammlung beschließt die Absetzung von 13 Obersten Richtern und 21 Stellvertretern, die im Dezember 2015 von der Partido Socialista Unido de Venezuela (PSUV) ihre Ernennung erhielten.[84]
- Ulaanbaatar/Mongolei: Das zweitägige Asia-Europe Meeting (ASEM) mit Staats- und Regierungschefs aus 51 Staaten beginnt.

### Sonntag, 17. Juli 2016
- Bengasi/Libyen: Beim Abschuss eines Militärhubschraubers der Libyschen Befreiungsarmee durch die Defending Benghazi Brigade sterben vier Insassen, drei davon französische Spezialkräfte.[85][86]
- São Tomé/São Tomé und Príncipe: In São Tomé und Príncipe findet die Präsidentschaftswahl statt.

### Montag, 18. Juli 2016
- Cleveland/Vereinigte Staaten: Die Republican National Convention 2016 zur Nominierung des republikanischen Präsidentschaftskandidaten Donald Trump beginnt.
- Durban/Südafrika: Beginn der Welt-AIDS-Konferenz.
- Montreal/Kanada: Die Welt-Anti-Doping-Agentur (WADA) veröffentlicht den McLaren-Report zu Doping in Russland.[87]
- Leipzig/Deutschland: Vier Tage nach dem Flugzeugabsturz des Geschäftsführers Thomas Wagner und Mitgesellschafters Oliver Schilling meldet die deutsche E-Business-Holding Unister beim Amtsgericht Leipzig Insolvenz an. Die operativen Gesellschaften der Firmengruppe mit rund 40 Internetportalen (darunter news.de, Ab-in-den-urlaub.de) seien von der Insolvenz nicht betroffen.[88][89] Als vorläufiger Insolvenzverwalter wird Rechtsanwalt Lucas F. Flöther eingesetzt.[90]
- Heidingsfeld/Deutschland: In einem Regionalzug auf der Bahnstrecke Treuchtlingen–Würzburg werden Passagiere mit einem Beil und Messer angegriffen. Anschließend greift der Täter eine Passantin in Heidingsfeld außerhalb des Zuges an. Fünf Personen werden insgesamt verletzt. Bei der Flucht wird der Angreifer von SEK-Beamten erschossen, als er auf sie losgehen wollte.[91]

### Dienstag, 19. Juli 2016
- Ankara/Türkei: Die Verhaftungswelle nach dem Putschversuch gegen die Regierung von Binali Yıldırım erfasst auch den Bildungssektor. Das türkische Ministerium für Nationale Erziehung unter İsmet Yılmaz suspendiert über 15.000 Mitarbeiter vom Dienst. Die Hochschulverwaltung ruft fast 1.600 Dekane und die Rektoren aller Universitäten auf, ihren Rücktritt einzureichen. Diese sollen der „Fethullahistischen Terrororganisation“ (FETÖ) des Predigers Fethullah Gülen angehören. Das staatliche Präsidium für Religionsangelegenheiten (Diyanet) suspendiert mehr als 500 Mitarbeiter.[92]
- Brüssel/Belgien: Die Europäische Kommission verhängt im Rahmen des Kartellrechts eine Geldbuße von insgesamt 2,93 Milliarden Euro gegen fünf Nutzfahrzeughersteller. Die betroffenen europäischen Unternehmen MAN (Tochtergesellschaft des VW-Konzerns), Volvo Trucks/Renault Trucks, Daimler Trucks, Iveco und DAF haben von 1997 bis 2011 Verkaufspreise für Lastkraftwagen abgesprochen und die mit der Einhaltung der strengeren Emissionsvorschriften verbundenen Kosten in abgestimmter Form weitergegeben.[93]
- London/Vereinigtes Königreich: Das britische Unterhaus beschließt mehrheitlich, in den kommenden Jahren die aus vier U-Booten mit ballistischen Raketen (SSBN) der Vanguard-Klasse bestehende Nuklearflotte des Landes durch Neubauten im Umfang von rund 31 Milliarden Pfund (37 Milliarden Euro) zu ersetzen. Premierministerin Theresa May betonte dabei auch die Bedeutung für die Arbeitsplätze in Schottland.[94]
- Nampala/Mali: Bei einem Anschlag durch die Ansar Dine auf das Camp Militaire de Nampala im Kreis Niono sterben 17 Soldaten und 35 weitere werden verletzt.[95]
- Spalding/Großbritannien: Bei einer Schießerei in Lincolnshire sterben mindestens drei Menschen, darunter befindet sich der Schütze.[96]
- Taoyuan/Taiwan: Beim Unfall eines Reisebusses des taiwanesischen Liaoning Overseas International Travel Service sterben mindestens 26 Touristen aus der Volksrepublik China.[97] Der Fahrer verschloss vor dem Unglück die Notausgänge, verteilte im Fahrgastraum Benzin und zündete es an.[98]
- Tokhar/Syrien: Bei einem Luftangriff der US-Luftwaffe im Rahmen der Operation Inherent Resolve sterben im Gouvernement Aleppo mindestens 100 Menschen, darunter 56 Zivilisten.[99]

### Mittwoch, 20. Juli 2016
- Ankara/Türkei: Nach dem gescheiterten Putsch vom 15. und 16. Juli und einer Sondersitzung des Nationalen Sicherheitsrates (MGK) und des Kabinetts Yıldırım (AKP) verkündet Staatspräsident Recep Tayyip Erdoğan die Ausrufung des Ausnahmezustands für drei Monate.[100]
- Internet: Die Enthüllungsplattform Wikileaks beginnt vier Tage nach dem Putschversuch in der Türkei auf einer Suchwebsite mit der Veröffentlichung von 294.548 E-Mails der türkischen Regierungspartei Adalet ve Kalkınma Partisi (AKP).[101] Der Inhalt der Mails beziehe sich aber meist nicht auf Interna der Regierung, sondern auf «Beziehungen mit der Welt».
- Paris/Frankreich: Die französische Nationalversammlung verlängert nach dem Anschlag in Nizza vom 14. Juli 2016 den Ausnahmezustand über das Land bis Ende Januar 2017.[102]
- Washington, D.C./Vereinigte Staaten: Auf der Geberkonferenz zur Unterstützung des Iraks, ausgerichtet von den Vereinigten Staaten, Kanada, Deutschland, Japan, Kuwait und den Niederlanden, beschließen die Außen- und Verteidigungsminister aus 30 Staaten, den Irak im Kampf gegen die Terrororganisation Islamischer Staat (IS) mit rund 2,1 Milliarden US-Dollar zu unterstützen. Deutschland stellt dem Irak bis 2017 weitere 160 Millionen Euro zur Stabilisierung des Landes bereit, davon seien 10 Millionen Euro für die humanitäre Hilfe nahe Mossul.[103]

### Donnerstag, 21. Juli 2016
- Ankara/Türkei: Der stellvertretende Ministerpräsident Numan Kurtulmuş (AKP) gibt nach dem Ausnahmezustand die vorübergehende Aussetzung der Europäischen Menschenrechtskonvention (EMRK) bekannt, mit einer Begründung gemäß Artikel 15 der Konvention in Kriegs- oder Notstandszeiten.[104]
- Jerewan/Armenien: Eine noch laufenden Geiselnahme von Polizisten durch Regierungsgegnern führt auch zu heftigen Zusammenstößen zwischen der Polizei und Anhängern der Opposition und Sympathisanten mit den Geiselnehmern. Die Geiselnehmer fordern die Freilassung von Oppositionsführer Schirajr Sefiljan. Nach Angaben des Gesundheitsministeriums werden mehr als 50 Menschen verletzt. Es gibt mehrere Festnahmen von Demonstranten.[105]
- Paris/Frankreich: Die französische Atomaufsichtsbehörde ASN erteilt das Prüfzertifikat für einen der Dampfgeneratoren für das Kernkraftwerk Fessenheim nicht, damit erlischt die Betriebsgenehmigung. Der Reaktor bleibt bis auf weiteres abgeschaltet.[106]
- Sêrtar/China: Menschenrechtsorganisationen veröffentlichen Berichte,[107] nach denen staatliche Behörden mit dem Teilabriss der Wohnsiedlung im Umfeld des Larung Gar, einem der größten Lehrinstitute des tibetischen Buddhismus, begonnen haben. Offiziell wird der Abriss tausender Gebäude mit Brandschutzgründen, mangelnder Hygiene und Überbevölkerung erklärt. Larung Gar ist derzeit für westliche Journalisten und Reisende gesperrt.[108]

### Freitag, 22. Juli 2016
- München/Deutschland: Bei einem Anschlag werden im Stadtbezirk Moosach neun Personen von einem deutschen Schüler erschossen. 16 weitere Menschen werden verletzt, drei davon schwer. Die Einsatzkräfte mit Unterstützung von Spezialeinsatzkommandos der Bundespolizei und benachbarter Polizeipräsidien sind nach Polizeiangaben mit insgesamt rund 2300 Polizisten im Einsatz, da zunächst auch eine akute Terrorlage in Betracht gezogen wurde.[109][110]

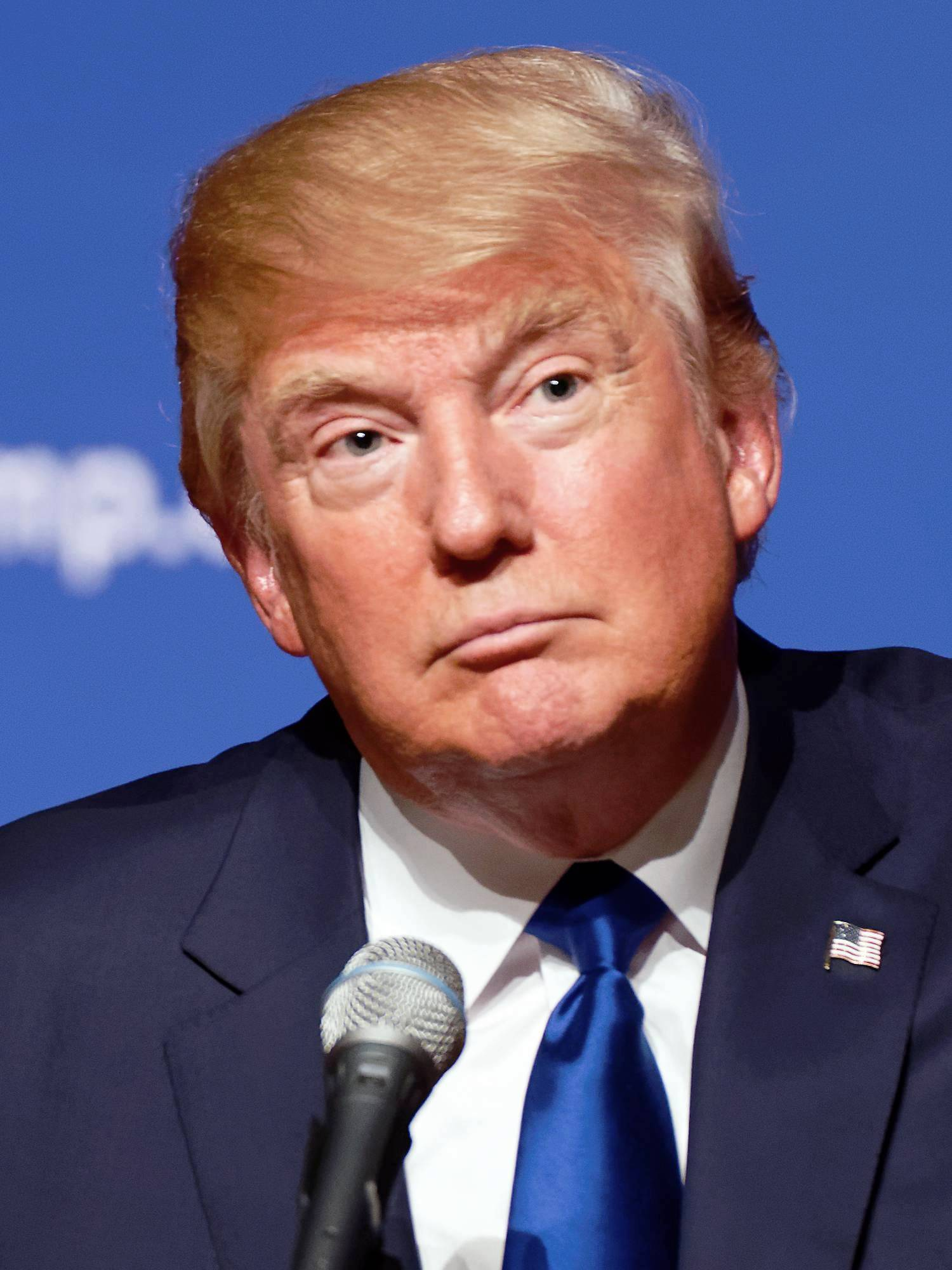
Donald Trump wird zum republikanischen US-Präsidentschaftskandidaten nominiert

- Cleveland/Vereinigte Staaten: Auf dem Nationalen Konvent der Republikanischen Partei wird Donald Trump als Kandidat für die Wahl zum 45. US-Präsidenten am 8. November 2016 nominiert.
- Ankara/Türkei: Das Innenministerium unter Efkan Ala (AKP) erklärt nach dem Putschversuch die Reisepässe von rund 10.000 Staatsbürgern wegen Fluchtgefahr für ungültig. Zudem werden 283 Mitglieder der Präsidentengarde (Cumhurbaşkanlığı Muhafız Alayı) festgenommen.[111]
- Tambaram/Indien: Ein Militärtransportflugzeug Antonow An-32 der indischen Luftwaffe auf dem Flug von Tambaram zum Flughafen Port Blair im Golf von Bengalen mit 29 Menschen an Bord verschwindet und wird vermisst gemeldet.[112]

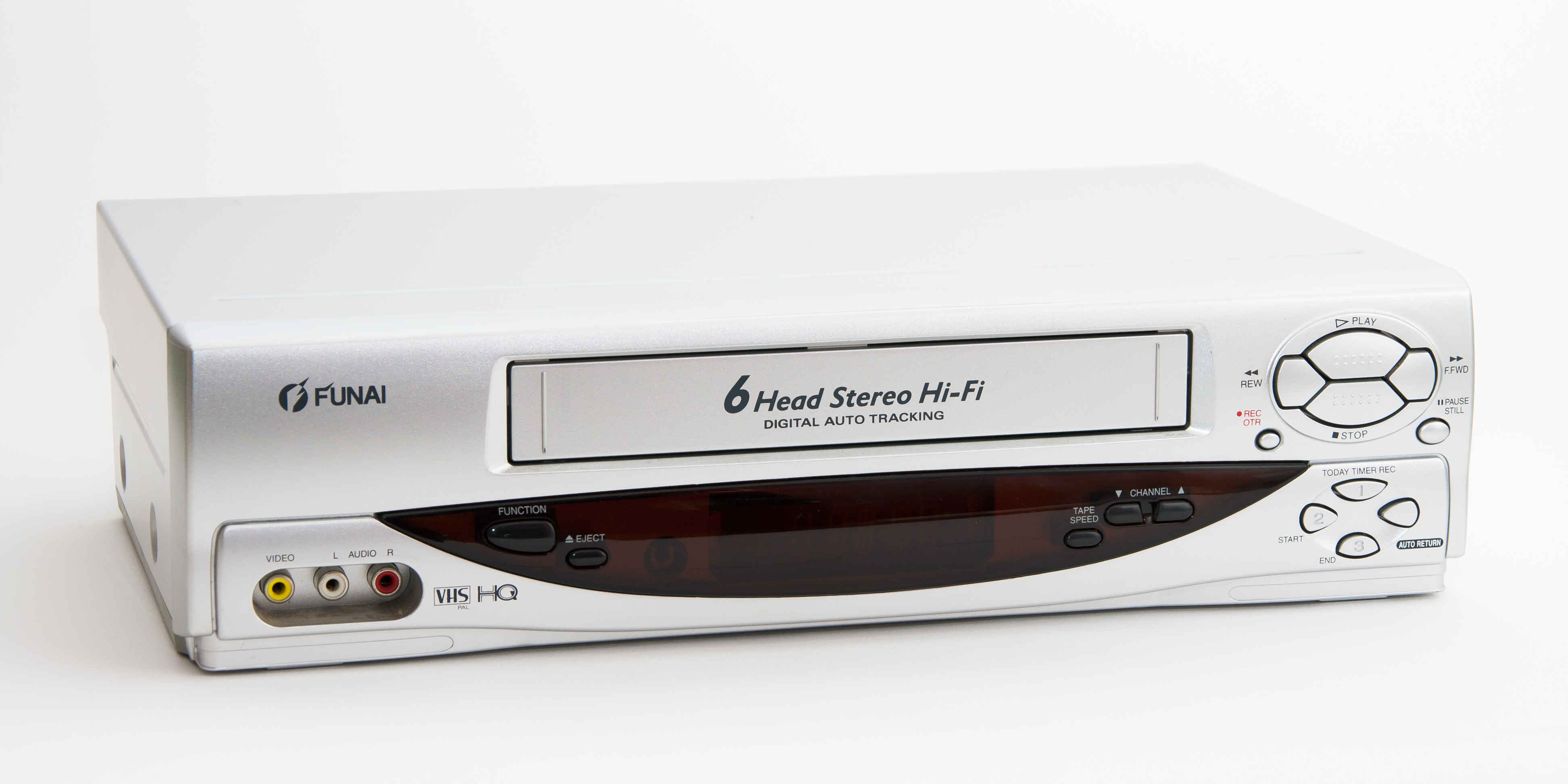
Videokassetten-Rekorder für das Format VHS

- Videokassetten-Rekorder für das Format VHSTokio/Japan: Funai Electric stellt als weltweit letzter Produzent von VHS-Videorekordern die Fertigung ein. Zuletzt stellte Panasonic 2012 die Herstellung ein.[113]
- Potsdam/Deutschland: Eine Organklage der parlamentarischen Gruppe der Brandenburger Vereinigte Bürgerbewegungen/Freie Wähler (BVB/FW) hat vor dem Verfassungsgericht des Landes Brandenburg teilweise Erfolg. So verstoßen Regelungen zur Finanzierung der Arbeit, zur Redezeit und zum Ausschluss der Anmeldung von Aktuellen Stunden der Gruppe BVB/Freie Wähler im Landtag Brandenburg ihre verfassungsmäßigen Rechte aus Artikel 56 Abs. 1, 2 der Verfassung des Landes Brandenburg (LV).[114]

### Samstag, 23. Juli 2016
- Kabul/Afghanistan: Bei einer Demonstration der Hazara im Kabuler Stadtteil Dehmasang für eine Hochspannungsleitung werden durch zwei Selbstmordattentäter mindestens 61 Menschen getötet und 200 weitere verletzt. Die Terrororganisation Islamischer Staat (IS) bekennt sich zu dem Anschlag.[115]

### Sonntag, 24. Juli 2016
- Al-Kazimiyya/Irak: Vor einem Kontrollpunkt der irakischen Polizei sprengt sich ein Selbstmordattentäter in die Luft und tötet mindestens 15 Menschen. Die Terrororganisation Islamischer Staat (IS) bekennt sich zu dem Anschlag.[116]
- Ansbach/Deutschland: Während des Ansbach Open ereignet sich unweit des Festivalgeländes ein Sprengstoffanschlag, bei dem mindestens zehn Personen verletzt und der Täter getötet wurden.[117]
- Nieder-Roden/Deutschland: Bei einem Blitzeinschlag während des 20. Nieder-Röder Weinfest werden 29 Menschen verletzt.[118]
- Reutlingen/Deutschland: In Reutlingen tötet ein Mann eine Frau mit einem 60 Zentimeter langen Dönermesser. Laut Augenzeugen war es zuvor zu einem Streit zwischen beiden gekommen. Der Angreifer verletzte noch zwei weitere Menschen. Der mutmaßliche Gewalttäter von Reutlingen hat vor der Attacke monatelang mit seinem Opfer zusammengearbeitet – nach seinen Angaben waren beide privat ein Paar.[119][120]
- Teheran/Iran: Brigadegeneral Mohammed Resa Nagdi von der paramilitärischen Miliz Basidsch-e Mostaz'afin der iranischen Revolutionsgarde warnt die Bürger vor dem „verderblichen“ Einfluss des Satellitenfernsehens auf die „Moral und Kultur der Gesellschaft“. Die Nutzung habe „eine Zunahme der Scheidungen, Drogenabhängigkeit und Unsicherheit“ zur Folge. Die staatlichen Behörden haben demnach das im Land geltende Verbot umgesetzt und in Razzien 100.000 illegal montierte Parabolantennen (Satellitenschüsseln) zerstört. Das Ministerium für Kultur und islamische Führung unter Ali Dschannati plädiert für eine Gesetzesänderung, da „70 Prozent der Iraner“ Parabolantennen nutzen.[121]
- Zaandam/Niederlande: Durch den Zusammenschluss der niederländischen Unternehmensgruppe Koninklijke Ahold mit der belgischen Delhaize Group zu Ahold Delhaize entsteht einer der größten Lebensmittel-Einzelhandelskonzerne der Welt.[122][123]

### Montag, 25. Juli 2016
- Dhaka/Bangladesch: Bei einem Gefecht zwischen der Polizei und Militanten sterben mindestens neun Menschen.[124]
- Fort Myers/USA: Bei einer Schießerei auf dem Parkplatz des Club Blu in Lee County sterben mindestens zwei Menschen, 20 weitere werden verletzt.[125]
- Ikalamavony/Madagaskar: Beim Brand eines Hochhauses im Distrikt Haute Matsiatra sterben 38 Menschen.[126]
- Juba/Südsudan: Präsident Salva Kiir entlässt Riek Machar und ernennt Taban Deng Gai zum neuen Vizepräsidenten.[127]
- Bei einer Militäroperation der Afghanischen Nationalarmee im Distrikt Kot werden 120 Militanten getötet, darunter der Führer und Daesch-Afghanistan-Pakistan-Mitbegründer Saad Emarati.[128]
- Sydney/Australien: Wissenschaftler belegen, dass etwa 100 Wörter in den Sprachen der Welt auf derselben Nachahmung eines Geräuschs basieren.[129]

### Dienstag, 26. Juli 2016
- Mogadischu/Somalia: Bei einem Doppelanschlag auf Blauhelme in Somalia sterben unweit des Flughafens Mogadischus mindestens 13 Menschen.[130]
- Saint-Étienne-du-Rouvray/Frankreich: Bei einer Geiselnahme in einer katholischen Kirche stirbt neben den zwei Tätern der Priester Jacques Hamel. Vier weitere Personen wurden als Geiseln genommen. Die Terrororganisation Islamischer Staat (IS) bekannte sich zu der Tat.[131]
- Sagamihara/Japan: Bei einem Messerangriff im Behindertenheim Tsukui Yamayuri-en in der Präfektur Kanagawa sterben 19 Menschen, 26 weitere werden verletzt.[132]

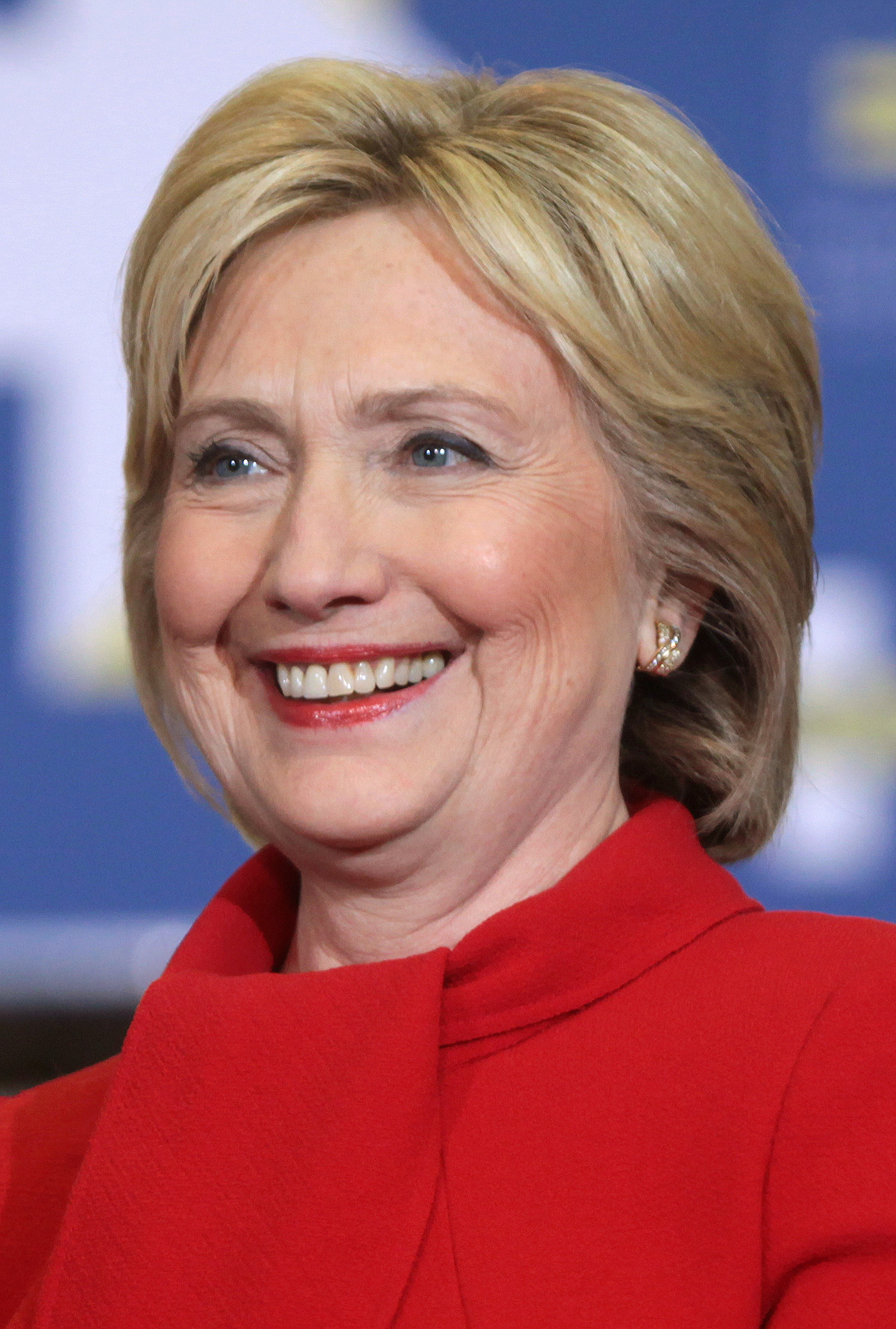
Hillary Clinton wird zur demokratischen US-Präsidentschaftskandidatin nominiert

- Philadelphia/Vereinigte Staaten von Amerika: Auf dem Nationalen Konvent der Demokratischen Partei wird Hillary Clinton als Kandidatin für die Wahl zum 45. US-Präsidenten am 8. November 2016 nominiert. Somit ist sie die erste Frau, die von einer der großen Parteien zur Kandidatur um das Präsidentschaftsamt aufgestellt wurde.

### Mittwoch, 27. Juli 2016
- Qamischli/Syrien: Bei zwei Bombenanschlägen auf kurdische Sicherheitskräfte, zu denen sich die Miliz Islamischer Staat bekennt, kommen mindestens 55 Menschen ums Leben und etwa 140 werden verletzt.[133]

### Donnerstag, 28. Juli 2016
- Idlib/Syrien: Die im syrischen Bürgerkrieg bedeutende dschihadistisch-salafistische Terrororganisation Al-Nusra-Front unter Führung von Abu Muhammad al-Julani gibt die Trennung vom Terrornetzwerk Al-Qaida bekannt. Zudem bezeichnet sich die Organisation künftig als „Jabhat Fateh-al-Scham“ (Eroberungsfront der Levante).[134]
- Kurigram/Bangladesch: Bei Überflutungen an der Grenze zu Indien sterben mindestens 13 Menschen.[135]
- Meleri/Nigeria: Bei einem Überfall auf einen Hilfskonvoi der Vereinten Nationen werden zwei Blauhelm-Soldaten, ein UNICEF- und ein IOM-Mitarbeiter verletzt. Der Konvoi war von Bama nach Maiduguri in Borno State unterwegs, als ihn Anhänger von Boko Haram in Meleri bei Kawuri attackierten.[136]

### Freitag, 29. Juli 2016
- Bonn/Deutschland: Die Bundesanstalt für Finanzdienstleistungsaufsicht (BaFin) hat der niederländischen SPS Bank N.V. das weitere Betreiben des Einlagengeschäfts sowie des Kreditgeschäfts in Deutschland untersagt und die unverzügliche Abwicklung der unerlaubt betriebenen Geschäfte angeordnet. Ohne Zulassung hat die SPS Bank Werbung für Sofortkredite angeboten.[137]
- Landi Kotal/Pakistan: Bei Überflutungen in der Region Khyber Pakhtunkhwa sterben mindestens 42 Menschen, darunter 28 Insassen eines Kleinbusses.[138]

### Samstag, 30. Juli 2016
- Austin/Vereinigte Staaten: Bei einer Schießerei im Stadtzentrum wird eine Frau getötet und drei weitere verletzt.[139]
- Butwal/Nepal: Nach einem Monsun sterben mindestens 80 Menschen durch Überflutungen und Erdrutschen in 75 Distrikten.[140]
- Guwahati/Indien: Bei Überflutungen in den Regionen Assam und Bihar sterben mindestens 50 Menschen, rund 3,6 Millionen Menschen sind durch die Überflutungen geschädigt.[141]
- Lockhart/Vereinigte Staaten: Beim Absturz eines Heißluftballons des Anbieters Heart of Texas Hot Air Balloon Rides werden 16 Menschen getötet. Nach Angaben eines Beamten des Texas Department of Public Safety wird eine Kollision mit einer Hochspannungsleitung vermutet.[142]
- Santa Marta/Kolumbien: Präsident Juan Manuel Santos kündigt bei der Eröffnung einer Zweigstelle des Meeresforschungsinstituts INVEMAR in Santa Marta die Bergung des vor Cartagena gesunkenen 300 Jahre alten spanischen Linienschiffes San José an.[143]
- Tunis/Tunesien: Nach dem Zusammenbruch der Regierungskoalition votieren in einer Vertrauensabstimmung 118 Abgeordnete gegen den amtierenden Ministerpräsidenten Habib Essid. Bei 27 Enthaltungen votieren nur drei Abgeordnete für Essid.[144]

### Sonntag, 31. Juli 2016
- Mogadischu/Somalia: Die islamistische Al-Shabaab-Miliz verübt zwei Autobombenanschläge gegen den Sitz der Kriminalpolizei und attackiert die Wachen vor dem Gebäude. Insgesamt werden dabei 13 Menschen getötet, darunter sieben Angreifer. Mindestens 20 weitere Personen werden verletzt.[145]
- Zürich/Schweiz: Das Landesmuseum Zürich eröffnet seinen Erweiterungsbau.[146]
- Tokio/Japan: Die Bürger der Präfektur Tokio wählen erstmals in ihrer Geschichte mit der ehemaligen Verteidigungsministerin Japans Yuriko Koike eine Frau zum Gouverneur.[147]

## Weblinks

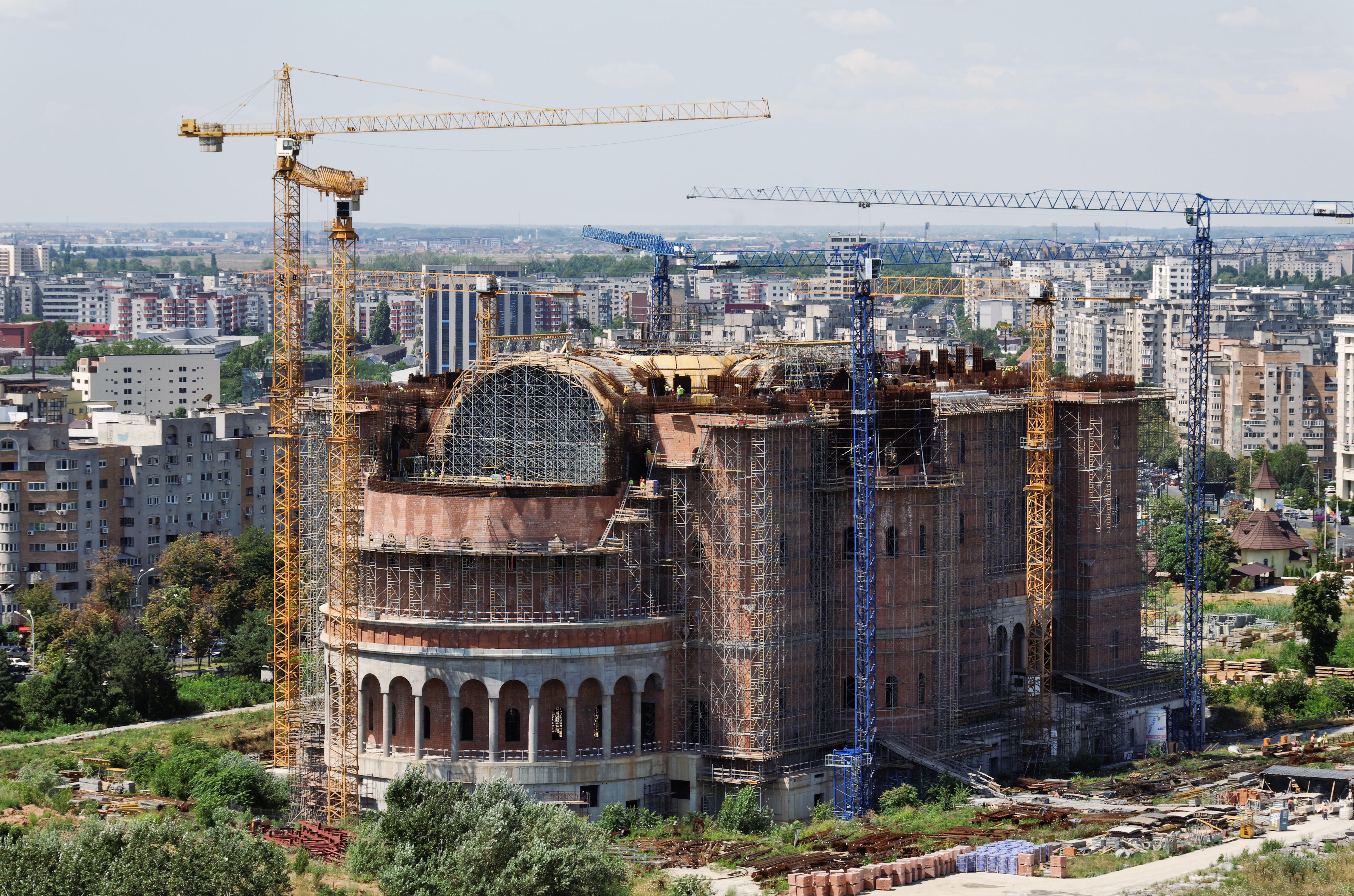
Bukarest im Juli 2016